# Strawberry Nauts
『Strawberry Nauts』（ストロベリーノーツ）は、2011年11月25日にHOOKSOFTより発売されたアダルトゲーム。

## リリース
オリジナル版は2011年11月25日に発売された。
2016年2月26日には全年齢対象版がDMM.comより『Strawberry Nauts -HD Renewal Edition-』のタイトルで発売された。また、エンターグラムより2016年7月28日にPlayStation Vita版が、2022年1月27日にNintendo Switch版とPlayStation 4版が発売された。
さらに、2024年9月27日にはフルHD化およびCGを追加したリマスター版『Strawberry Nauts -ストロベリーノーツ- Full HD Memorial Plus-』がWindows 10およびWindows 11向けに発売された。

## あらすじ
主人公の「羽戸晴太郎」は人工島「為那島」（いなしま）にある全寮制の「私立五光館学園」に入学し、3年間住む「鹿南寮」を訪ねたが、そこはなんと女子寮だった。その後、晴太郎は鹿南寮の隣の管理棟に住むことになり学園生活を送ることになった。
そして1年が過ぎ新学期を迎え2人の後輩も「鹿南寮」に入居し、騒がしくも賑やかで楽しい学園生活を送ることになる。

## 登場人物
※声はPC版 / コンシューマー版

### メインキャラクター
羽戸 晴太郎（はと せいたろう）
声：なし
本作の主人公。入学時に男子寮が満員で入寮できなかったため、本来は女子寮である鹿南寮の管理棟に住むことになった。その後、管理棟のリビングの広さと本人の料理の腕前からいつの間にか鹿南寮の食事担当のようなポジションについている(なお食材の代金はきちんと全員から徴収している)。
女子寮(の管理棟)に住んでいることは学園でも周知であり、他の男子からはやっかみを込めて『ハトポッポ』、『ぽっぽ』(名前の羽戸から鳩を連想している)などと陰(主にPIT上)で呼ばれている。
ちなみに晴太郎もPITを見ているようなのでぽっぽと呼ばれていることは自覚している模様。

日和 橙子（ひわ とうこ）
声：佐藤良子 / 後藤麻衣
晴太郎のクラスメイトで同じ寮生。第二放送部に所属しており、島内ラジオ番組「QQQ」のパーソナリティとして人気がある。
明るく元気で物怖じしない性格だが、勉強は不得意。
ひとに独特なニックネームを付けて呼ぶ癖があり、晴太郎の事は晴れる太郎ということで「はるたくん」、寮生たちはそれぞれ「いっちゃん」、「ほうみん」、「のきゃお」、「かもちゃん」、「ちょりさん」などと呼ぶ。
PIT上ではそのまま「橙子ちゃん」、もしくは番組名「日和橙子のQQQ」から「Q子」などと呼ばれている。

八束 愛姫（やつか いつき）
声：木村あやか / いのくちゆか
晴太郎のクラスメイトで同じ寮生、かつ幼馴染。生徒会に所属している
基本的に真面目で礼儀正しいが、思い込みが激しく、特に晴太郎が関わることでは暴走しがち。
実家が古流剣術の道場で、自身も免許皆伝の腕前。その影響か言葉遣いにやや古風な部分も見られる。
再会直後は長らく会っていなかったからか気づいてもらえず、昔の思い出を並び立ててようやく思い出してもらえた。
PIT上では「軍神」などと呼ばれている。
寿々苗 穂海（すずなえ ほうみ）
声：鮎川ひなた / 阪田佳代
晴太郎のクラスメイトで同じ寮生。
学園長の一人娘で、有名な大企業「寿々苗グループ」経営者の一人娘でもある生粋のお嬢様。容姿端麗・頭脳明晰な上に穏やかで優しく包容力のある性格、上品で慎み深い言動などから男女問わずに人気があり、一部の男子から神聖視されている。
晴太郎が入学してくるまで面識がなかったはずだが、何故か晴太郎の事を知っていた。

PIT上では「女神」、「穂海タン」などと呼ばれている。
楠 耶央（くすのき やお）
声：井村屋ほのか / 萩原えみこ
晴太郎のクラスメイトで同じ寮生。所属している美術部は彼女以外に部員がいない。
無口な性格で、芸術家肌で少々独特なつかみ所のない言動が目立つが、実は他人と会話をするのが苦手なだけで、根は素直で優しく、心中では様々な言葉が飛び交っている。
PIT上では「絵師子」と呼ばれている。
青兎 みかも（あおと みかも）
声：桜川未央 / 小林眞紀
晴太郎の後輩で同じ寮生。
生まれつきの不幸体質が祟り、所属している風紀委員会でもトラブルメーカーとなっている。
すずめとは入学前からの親友で、何かと二人で行動することが多い。
PIT上では「風子」（風紀委員の子の意）と呼ばれている。
読丸 万里佳（とうまる まりか）
声：金元寿子（コンシューマー）
コンシューマー版で追加されたヒロイン。千代里の妹であるが、姉より背が高く、スタイルも良いので並ぶと姉妹が逆に見える。
陸上部所属で長距離走では全国どころか世界大会レベルの天才。姉大好きで千代里のいる五光館学園へ進学を希望していたが千代里の薦めで陸上の強豪高に進学した。しかし、姉に言い寄る男子（晴太郎のこと）がいるという噂を聞きつけて転校してくるTemplate:R\famitsu20220103。
姉に似てかなりの負けず嫌いでいたずら好き。
PIT上では「千代妹」、「天使」と呼ばれている。

### サブキャラクター
千奈 朝霧（せんな あさぎり）
声：サトウユキ / 米島希
晴太郎の先輩で同じ寮生。私立五光館学園の生徒会長。
表向きはしっかりと生徒代表を務め信望を集めているが、面白いことが大好きな性格で、飄々とした言動で周囲（特に晴太郎）を振り回す。
サブキャラクターであるが秋沙とセットで攻略対象である。
瀧 秋沙（たき あいさ）
声：ひなき藍 / ミルノ純
晴太郎の先輩で同じ寮生。私立五光館学園の副会長。
ほぼ常に朝霧と行動を共にしており、冷静かつ理性的な言動で朝霧のストッパー役となっているが、時折悪乗りすることもある。
サブキャラクターであるが朝霧とセットで攻略対象である。
読丸 千代里（とうまる ちより）
声：金松由花 /（同左）
万里佳の姉。鹿南寮の寮監であり、晴太郎達のクラスの担任で、美術部の顧問でもある。
小柄な体格に加え、童顔で声も高いため子供にしか見えない。性格も容姿相応で、欲望に忠実で面倒嫌いで負けず嫌い、口も悪くスラングなども平気で言い放つ。「大人をバカにするな！」が口癖。
生徒からの評判は悪くないものの、ゲームに熱中して遅刻するのも日常茶飯事で、その生活態度は学園長最大の悩みの種のひとつである。
サブキャラクターであるが攻略対象である。
六角 すずめ(ろっかく すずめ)
声：宮沢ゆあな /（同左）
晴太郎の後輩で同じ寮生。みかもとは入学前からの親友で、同じく風紀委員に所属。
八束流剣術道場の門下生で、愛姫を強く慕っている。
PIT上では「リボンちゃん」「スズメ」、「チュンチュン」、また、みかもと併せて「風子s」などと呼ばれている。
最新パッチを適用すると攻略対象となる。
寿々苗 環（すずなえ たまき）
声：湯出たまこ / 岩岡玲湖
穂海の母親で私立五光館学園の学園長。温厚な性格だが、千代里にはお尻を叩くなどかなり手を焼いている。
たんぽぽ
声：新堂真弓 /（同左）
晴太郎が公園で見つけた迷子の子供。自分の本当の名前が思い出せなかったので晴太郎が「たんぽぽ」と名付け、鹿南寮で預かる事になった。特に晴太郎と穂海に懐いている。
紬木 智（つむぎ とも）
声：城樹翔 / 泰勇気
晴太郎のクラスメイトで親友。気さくで優しく、非常によく空気が読める。そのため、晴太郎とはお互い付かず離れずの距離を保っている。
古代 蘭子（こだい らんこ）
声：柚季 / 朝樹りさ
第一放送部の部長。方針の違いで第一放送部と第二放送部に分かれた。橙子を第一放送部に戻そうとしている。
PIT上では「ロール」などと呼ばれている。
木曽川 聡子（きそがわ さとこ）
声：鈴音華月 / 飯野ユウ
風景画で有名な日本屈指の画家・阿久井龍太郎のマネージャー。千代里とは学生時代の同級生。
ソクラテス
声：杉原茉莉 / 水口まつり
耶央が公園で見つけた迷い犬。ソクラテスは耶央が名付けた。
上級生女子C
声：まきいづみ / やなせなつみ
晴太郎の先輩。水泳部所属。一応名前はあるのだが明かされることは無い。
予約特典の「上級生女子C攻略パッチCD」で攻略できる。
クラスメイトの男子
晴太郎の同級生のモブキャラ達。ちなみにCはロリコンで千代里を女神と称えている(賛同者は今のところ確認されていない)。
HOOKSOFTらしく完全にまともなのはおらず、席順クジの時には「目覚めろ俺の右腕！」、「俺のターン！→ドロー」などと叫びながら引いたりしている。

## 用語
PIT
学園から支給される専用の携帯端末機である。
正式名称はPersonal Identification Terminal（パーソナル アイデンティフィケーション ターミナル）。
無くても生活は可能だが色々不自由する。
メールやBBS、ラジオ機能がある。
BBSは基本的にどのような状況（晴太郎が寝込んでいたり手足縛られての監禁中だったりとPITを使えない状況下）でも見ることができる。
書き込みは実際の掲示板（主に2ch系）を参考にしてるようなので、ある程度用語を知っていた方がより楽しめる。
一例
kwsk＝くわしく
ktkr＝キタコレ
thx＝サンクス
氏＝死（主に悪口の時で自分が対象の場合はそのまま「死」の方が多い）
イミフ＝意味不明
乙＝お疲れ
ウザス＝ウザい＝ウザったい
ガクブル＝((((;゜Д゜)))ガクガクブルブルなど
授業中の使用は禁止されており、作中でも呼び出されているのがPIT上で確認できる。ちなみに「通報しますた」などと書き込んでも授業中ならば呼び出し対象になる。
BBSは「Bulletin Board System（電子掲示板）」の略称。
鹿南女子寮
晴太郎やヒロインたちが暮らしている寮。各部屋備え付けの風呂とは別に露天温泉の大浴場がある。
なぜか男子寮は満員になるのに女子寮は作中でも最終的に晴太郎、橙子、愛姫、穂海、耶央、みかも、朝霧、秋沙、すずめ、千代里しかいない。
正確には何度か男子寮に空きができているようだが、千代里が晴太郎の作る食事目当てで連絡されていない。
ワールドカッペ、NDA
ワールドカッペはサッカー部、NDAはバスケ部が穂海を勧誘するのに使った。それぞれモデルはワールドカップ、NBAとみられる
七不思議
1つ目 トイレの花子さん (千代里が見回りでトイレに閉じ込められていた) [橙子ルート]
2つ目 独りでに鳴り出すピアノ (黒猫が出れなくて鍵盤を押していた。ピアノの蓋を誰が開けたのか、疑問が残った) [穂海ルート]
3つ目 動く人体標本 (朝霧＆秋沙の悪戯) [愛姫ルート]
4つ目 目の動く肖像画 (誰かの悪戯で目に画鋲が刺っていた) [耶央ルート]
5つ目 増える13階段 (千代里が屋上で食べ散らかしたバナナの皮) [万里佳ルート]
6つ目 無人の放送室から聞こえる声 (千代里1人だけの自作自演の夜間放送) [みかもルート]
7つ目 歩く二宮金次郎像 (学園に二宮金次郎像自体が無い)

## スタッフ
- 原作：HOOKSOFT
- 原画
  - 松下まかこ
  - 羽鳥ぴよこ
  - もとみやみつき
- シナリオ：雪仁
- 音楽：OdiakeS
- グラフィックチーフ：もとみやみつき
- ムービー製作：feat.works (yo-yu/yokota)
- 編集：黒木ノア、松田典弘
- 広報：伊藤直子
- ディレクター：山根呂兵
- プロデューサー：kei
- エグゼクティブプロデューサー：亜佐実晶

## 制作
本作はヒロイン全員が初対面というHOOKSOFTとしては初めての試みがなされた。

## 主題歌
- 主題歌『a little more』
歌：霜月はるか
作詞：日山尚
作曲・編曲：東タカゴー
- 挿入歌『夜明けの星空』
歌：片霧烈火
作詞：日山尚
作曲・編曲：東タカゴー

## 関連商品

### 書籍
Strawberry Nauts -ストロベリーノーツ- ビジュアルファンブック
2012年3月30日発売。

### CD
Strawberry Nauts Original Soundtrack
2011年12月29日（コミケ81）発売。主題歌と挿入歌のフルバージョンを収録。

### ソーシャルゲーム
2013年12月9日、NextNinjaによりMobage・GREEにおいてサービス開始。